# Thomsen River
Thomsen River är ett vattendrag i Kanada.   Det ligger i territoriet Northwest Territories, i den norra delen av landet, 3 800 km nordväst om huvudstaden Ottawa.
Trakten runt Thomsen River är ofruktbar med lite eller ingen växtlighet. Trakten runt Thomsen River är nära nog obefolkad, med mindre än två invånare per kvadratkilometer.